# Dyschiriognatha argyrostilba
Dyschiriognatha argyrostilba is een spinnensoort in de taxonomische indeling van de strekspinnen.
Het dier behoort tot het geslacht Dyschiriognatha. De wetenschappelijke naam van de soort werd voor het eerst geldig gepubliceerd in 1876 door Octavius Pickard-Cambridge.